# デイドリーム ビリーヴァー
「デイドリーム ビリーヴァー」は、FLOW×ORANGE RANGEの楽曲で、FLOWのメジャー39枚目（通算43枚目）のシングル。2022年11月16日にSACRA MUSICから発売。
前作「GOLD」から約7か月ぶりのリリースで、2022年第2弾シングル。

## 収録内容

### 通常盤・期間生産限定盤

#### DISC 1（CD）
1. デイドリーム ビリーヴァー [3:38]
作詞・作曲・編曲・歌：FLOW×ORANGE RANGE
  - MBS・TBS系アニメ『15周年 コードギアス 反逆のルルーシュ R2』後期オープニングテーマ[注 1][2]。
  - 同年10月2日、先行配信開始[3]。
2. O2 [3:59]
作詞・作曲：ORANGE RANGE　編曲：FLOW
  - ORANGE RANGEのカバー。原曲は、MBS・TBS系アニメ『コードギアス 反逆のルルーシュR2』前期オープニングテーマ。
  - 同年10月15日の『マチ★アソビ vol.25』にてDJ TAKEより初披露[4]。
  - このバージョンは、同年11月15日の『ANIMAX MUSIX 2022』コンサートでORANGE RANGEと共演した[5]。
3. COLORS (James Landino Remix) [3:16]
作詞：KOHSHI ASAKAWA・KEIGO HAYASHI　作曲：TAKESHI ASAKAWA　リミックス：James Landino
  - メジャー11枚目のシングルのリミックスバージョン。
  - 同年2月18日、先行配信開始[6]。
4. デイドリーム ビリーヴァー (Instrumental) [3:37]
  - 同年10月2日、先行配信開始[3]。
5. O2 (Instrumental) [3:59]

#### DISC 2（BD）【期間生産限定盤のみ】
1. 「デイドリーム ビリーヴァー」Music Video
2. 「デイドリーム ビリーヴァー」Making Video
3. TVアニメ『15周年 コードギアス 反逆のルルーシュ R2』ノンクレジットオープニング

### Complete Edition（配信限定）
1. デイドリーム ビリーヴァー [3:38]
2. O2 [3:59]
3. COLORS (James Landino Remix) - SACRA BEATS Singles [3:16]
4. デイドリーム ビリーヴァー (TV Size) [1:29]
  - 配信のみのリリースで、CDでは入手できません。
5. デイドリーム ビリーヴァー (Instrumental) [3:37]
6. O2 (Instrumental) [3:59]

## 収録アルバム
オリジナル
- 『Voy☆☆☆』 (#1)